# همانندسازی ویروسی
همانندسازی ویروسی یا همتاسازی ویروسی یا تکثیر ویروس (به انگلیسی: Viral replication) تشکیل ویروس‌های زیستی در طول فرایند عفونت در سلول‌های میزبان هدف است. پیش از اینکه تکثیر ویروسی اتفاق بیفتد، ابتدا ویروس‌ها (به صورت ویریون) باید وارد سلول شوند. ویروس از طریق تولید نسخه‌های فراوان از ژنوم خود و بسته‌بندی این نسخه‌ها، به آلوده کردن میزبان‌های جدید ادامه می‌دهد. همانندسازی بین ویروس‌ها بسیار متنوع است و به نوع ژن‌های درگیر در آنها بستگی دارد. اکثر ویروس‌های DNA در هسته جمع می‌شوند، در حالی که بیشتر ویروس‌های RNA تنها در سیتوپلاسم ایجاد می‌شوند.

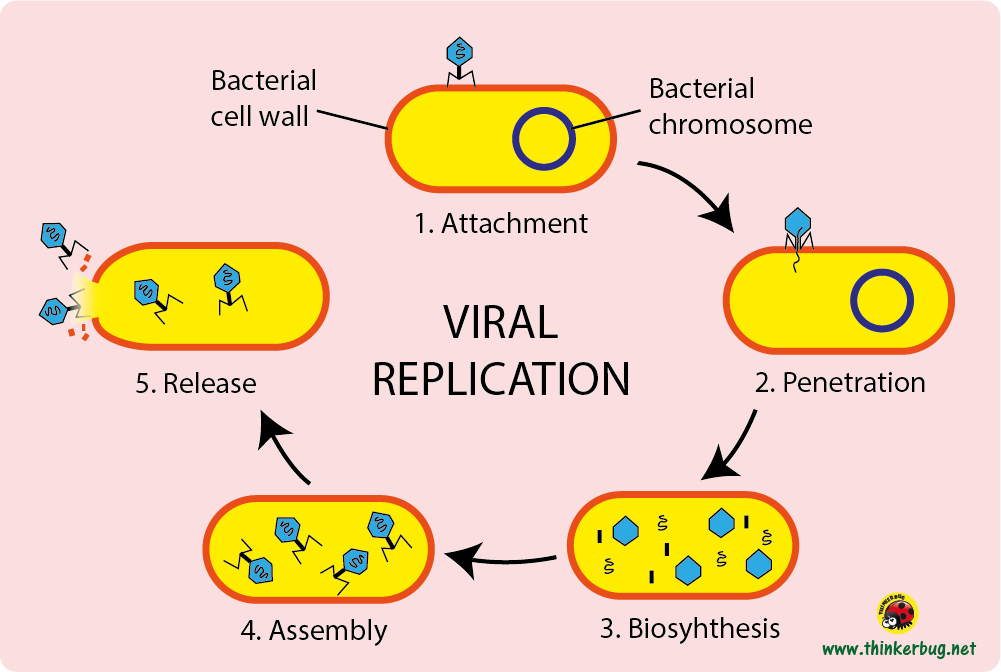
همانندسازی ویروسی یک باکتریوفاژ

## تکثیر ویروس
ویروس‌ها تنها در سلول‌های زنده تکثیر می‌شوند. سلول میزبان باید انرژی و ماشین‌آلات مصنوعی و پیش‌سازهای با وزن مولکولی کم را برای سنتز پروتئین‌های ویروسی و اسیدهای نوکلئیک فراهم کند.
همانندسازی ویروس در هفت مرحله رخ می‌دهد، یعنی:
1. پیوستن
2. ورود،
3. بدون پوشش،
4. رونویسی / تولید mRNA،
5. سنتز اجزای ویروس،
6. مونتاژ ویریون و
7. انتشار (مرحله رهایی).